# Бараново (Богодуховский район)
Барано́во (укр. Баранове) — село в Валковской городской общине Богодуховского района Харьковской области Украины.
Код КОАТУУ — 6321280501. Население по переписи 2001 г. составляет 220 (97/123 м/ж) человек.
До 2020 года являлось административным центром Барановского сельского совета, в который, кроме того, входили сёла Войтенки, Гринцов Рог, Коверовка, Мизяки, Роговка и Тетющино.

## Географическое положение
Село Бараново состоит из двух частей, восточная часть села это бывшие Сиренки.
Село находится на берегу безымянной реки (левый приток река Мжа), на которой сделали большое водохранилище (37 га).
Село примыкает к селам Гринцов Рог и Мизяки.
В 4 км железнодорожная станция Бараново.

## История
- 1750 — дата основания.

## Экономика
- Рядом с селом небольшой песчаный карьер.
- «1 Травня», сельскохозяйственное ЧП.

## Достопримечательности
- Братская могила советских воинов. Похоронено 418 воинов. 1943 г.
- Памятник воинам-односельчанам. 1941—1945 гг.